# Stanetinec
Stanetinec – wieś w Chorwacji, w żupanii medzimurskiej, w gminie Štrigova. W 2011 roku liczyła 195 mieszkańców.